# Cláudio Adão
Cláudio Adão, właśc. Cláudio Adalberto Adão (ur. 2 lipca 1955 w Volta Redonda) – piłkarz brazylijski, występujący na pozycji napastnika.

## Kariera klubowa
Karierę piłkarską Cláudio Adão rozpoczął w klubie Santosie FC w 1972 roku. W Santosie 5 września 1972 w zremisowanym 0-0 meczu z Grêmio Porto Alegre Cláudio Adão zadebiutował w lidze brazylijskiej. Z Santosem zdobył mistrzostwo stanu São Paulo – Campeonato Paulista w 1973. 
W latach 1977–1980 występował we CR Flamengo. Z Flamengo trzykrotnie zdobył mistrzostwo stanu Rio de Janeiro – Campeonato Carioca w 1978, i dwukrotnie w 1979 oraz był królem strzelców ligi stanowej w 1978 i 1980 roku. W latach 1980–1983 Cláudio Adão był zawodnikiem wszystkich czterech wielkich klubu z Rio de Janeiro: Botafogo, Fluminense FC, Vasco i ponownie CR Flamengo. Z Vasco da Gama zdobył mistrzostwo stanu w 1982 roku.
W międzyczasie pomiędzy występami w klubach z Rio de Janeiro występował za granicą, w Austrii Wiedeń, Al Ain i Benfice Lizbona. W drugiej połowie lat 80. często zmieniał kluby, największe sukcesy osiągając w EC Bahia. Z Bahią dwukrotnie zdobył mistrzostwo stanu Bahia – Campeonato Baiano w 1986 i 1991 oraz był królem strzelców ligi stanowej w 1986.
W latach 1992–1993 występował w Cearze Fortaleza. Z Cearą zdobył mistrzostwo stanu Ceará – Campeonato Cearense w 1992 roku. Kolejnym jego klubem było Santa Cruz Recife. W barwach Santa Cruz Cláudio Adão wystąpił ostatni raz w lidze brazylijskiej 27 października 1993 w przegranym 1-3 meczu z Remo Belém. Ogółem w latach 1973–1993 w I lidze wystąpił w 194 meczach, w których strzelił 91 bramek. Karierę Cláudio Adão zakończył w Volta Redonda FC w 1996 roku.

## Kariera reprezentacyjna
Cláudio Adão występował w olimpijskiej reprezentacji Brazylii. W 1975 roku uczestniczył w igrzyskach panamerykańskich w m. Meksyk na których Brazylia zdobyła złoty medal. Na turnieju Cláudio Adão wystąpił w sześciu meczach reprezentacji Brazylii z Kostaryką (bramka), Salwadorem (bramka), Boliwią (4 bramki!), Argentyną, Trynidadem i Tobago (3 bramki) i Meksykiem (bramka).

## Kariera trenerska
Po zakończeniu kariery piłkarskiej Cláudio Adão został trenerem. Pracę rozpoczął w 1997 roku w Peru w Sport Boys Callao. Prowadził m.in. Rio Branco Cariacica, CSA Maceió, Ceare Fortaleza i Volta Redonda FC. Obecnie jest trenerem występującego w trzeciej lidze stanowej Rio de Janeiro - Duquecaxiense Duque de Caxias.